# Flock (trình duyệt web)
Flock là một trình duyệt web được xây dựng trên nền tảng mã nguồn mở Firefox của Mozilla. Flock v2.5 chính thức phát hành ngày 19 tháng 5, 2009.
Flock được tải xuống miễn phí, và hỗ trợ Microsoft Windows, Mac OS X, và nền Linux.

## Giải thưởng
Sau khi thoát khỏi beta, Flock đã đạt một số giải thưởng:
- Webby Award trong mạng xã hội, 2008[4]
- SXSW giải thưởng cộng đồng, 2008 [3][4]
- Open Web Award cho Ứng dụng và Widget, 2007 [3]
- "Eddy Winner": Giải thưởng Flock 2.0 24th Annual Macworld Editors' Choice[5]